# Képregény Koktél
A Képregény Koktél című magazin 1991-ben indult és hat számot ért meg az év végéig. Az első olyan lap volt Magyarországon, amely kizárólag képsorokat (comic strip) tartalmazott. Ebben jelent meg először rendszeresen Snoopy kutya, és a hazai olvasók itt ismerkedhettek meg Kázmér és Huba kalandjaival.

## Történet és utóélet
A Képregény Koktél kiadójának, a Semic Interprintnek a megszokott formátumában, 32 oldalas, színes comic book méretben jelent meg. Mind a hat számban ugyanaz a három sorozat szerepelt, mindig ugyanabban a terjedelemben: Snoopy 4, az ausztráliai Dilidagonya 14, Kázmér és Huba 12 oldalon.
A sorozatok közül a Kázmér és Huba 1994-ben visszatért a Semic egy másik lapjában, a Tiszta Diliben. Idővel a Dilidagonya és Snoopy is csatlakozott hozzá. 1997-ben megszűnt a Tiszta Dili is, de Snoopy címen és hasonló profillal újraindult, és mindkét sorozat szerepelt benne, csakúgy, mint a Snoopy második, 2001 és 2004 között megjelent folyamában (Snoopy és barátai)
Snoopy több önálló kötetben is olvasható magyarul, a teljes Kázmér és Huba gyűjteményes kiadás pedig 2007 óta jelenik meg könyvformátumban.

## Képsorok
- Peanuts (ismertebb címén Snoopy, írta és rajzolta Charles M. Schulz)
- Dilidagonya (eredeti címe Swamp, írta és rajzolta Gary Clark)
- Kázmér és Huba (eredeti címe Calvin and Hobbes, írta és rajzolta Bill Watterson)